# Kenneth Rive
Kenneth Rive (* 26. Juli 1918 in London-Canonbury; † 30. Dezember 2002 in Radlett, Hertfordshire) war ein britischer Kinderschauspieler im deutschen Film und nach 1945 ein Filmverleiher und Kinobetreiber in seiner britischen Heimat mit sporadischen Ausflügen in die Filmproduktion.

## Leben und Wirken

### Als Schauspieler
Der in Canonbury im nördlichen London geborene Sohn des Kameramanns Joe Rive, der unmittelbar nach dem Ende des Ersten Weltkriegs nach Deutschland kam und dort von 1919 bis 1927 zahlreiche B-Filme fotografierte, wurde zum Jahresende 1926 erstmals vor die Kamera geholt, als er in einem Preußenfilm den Kronprinzen Wilhelm verkörpern sollte. Es folgten zahlreiche weitere Jungen-Rollen in Unterhaltungsproduktionen, in denen er mehrfach als „Kenny“ Rive geführt wurde. Im Winter 1931/32 spielte er mit dem kränkelnden Zarewitsch Aljoscha in Rasputin erneut einen hochadeligen Spross. Hier hatte er Conrad Veidt zum Partner. Rückblickend betrachtet, bezeichnete er sich in dieser Zeit als "Freddie Bartholomew, German style". 1935, als sich der Nazismus in Deutschland längst etabliert hatte, kehrte Rive in die britische Heimat zurück und hatte zunächst große Mühe, weitere Jobs beim heimischen Film zu finden. Vor die Kamera als Schauspieler sollte Rive nie mehr zurückkehren.

### Als Kinobetreiber, Filmverleiher und Produzent
Den Zweiten Weltkrieg verbrachte der gut Deutsch sprechende Londoner bei der nachrichtendienstlichen Aufklärung. Wieder im Zivilleben, begann Rive seine Tätigkeit als Betreiber eines Kinos. 1952 pachtete er in Londons Innenstadt zwei Lichtspielhäuser, das Berkeley und das Continentale, die den Grundstock seiner späteren Kunstkinokette bilden sollten. Im selben Jahr reiste er nach Moskau und unterzeichnete einen Vertrag, der nur ihm ermöglichte, sowjetische Filme auf den britischen Inseln in die Kinos zu bringen. Nachdem er François Truffauts Nouvelle-Vague-Meisterwerk Sie küßten und sie schlugen ihn (1959) gesehen hatte, entwickelte Rive eine tiefe Verehrung für den kontinentaleuropäischen Kunstfilm und zeichnete dafür verantwortlich, dass zentrale Arbeiten von Truffaut (z. B. Jules und Jim), Ingmar Bergman (z. B. Das Schweigen), Éric Rohmer (z. B. Meine Nacht bei Maud), Federico Fellini (z. B. Achteinhalb) und Vittorio De Sica (z. B. Und dennoch leben sie), die das Londoner Publikum oftmals nur im Original mit Untertiteln sehen konnte, hauptstädtischen Kinogängern, aber auch denen in Manchester und Birmingham mit einigem Erfolg zugänglich gemacht wurden. Dabei erwies er in der Bewerbung dieser Filme großes Geschick; so lief z. B. Jules und Jim über ein Jahr in einem seiner Londoner Kinos. Während sich Rive gegenüber gewaltverherrlichenden Filmen sperrte, sah er kein Problem darin, Filme (oftmals dänischer oder schwedischer Provenienz der 60er und 70er Jahre) mit sexuell freizügigen Inhalten zu vertreiben.
Im Lauf der Jahrzehnte gründete Rive eine Fülle von Firmen wie 1958 die Gala Film Distributors und besaß bald ein Konglomerat von Verleih- und Produktionsfirmen. Als seine zentrale Gala-Firma von Menahem Golans und Yoram Globus’ Firma Cannon aufgekauft wurde, stand er in den Jahren 1984 bis 1989 dem britischen Verleihgeschäft dieses Hollywood-Riesen vor. In dieser Zeit zeichnete Rive dafür verantwortlich, dass ambitionierte, kontinentaleuropäische Kinokunst wie Claude Berris Jean Florette und Krzysztof Kieślowskis Ein kurzer Film über das Töten in britischen Kinos zu sehen war. Kenneth Rive hatte sich auch frühzeitig im Videosektor engagiert. In der ersten Hälfte der 60er Jahre unternahm er einige halbherzig ausgefallene Versuche als Produzent von B-Pictures.
Kenneth Rive, der sich auch stark im karitativen Sektor hervorgetan hatte, war Vater von zwei Töchtern und zwei Söhnen.

## Filmografie
als Schauspieler in Deutschland
- 1927: Prinz Louis Ferdinand
- 1927: Das Geheimnis des Abbé X
- 1928: Das Herz des Maharadscha (Emerald of the East; sein einziger brit. Film als Darsteller)
- 1928: Eine Nacht in London
- 1930: Der weiße Teufel
- 1930: Der Bergführer von Zakopane
- 1931: Ihre Hoheit befiehlt
- 1931: Lügen auf Rügen
- 1932: Rasputin
- 1932: Husarenliebe
- 1934: Mein Herz ruft nach dir
- 1934: Kuddelmuddel (Kurzfilm)
- 1935: Zigeunerbaron
- 1935: Stradivari

als Filmproduzent
- 1960: Während einer Nacht (During One Night)
- 1962: The Boys
- 1963: Devil Doll
- 1965: Curse of the Voodoo
- 1973: Der Pate von Harlem (Black Caesar)